# Francesc Fontanals i Rovirosa
Francesc Fontanals i Rovirosa (Vilanova i la Geltrú 14 d'octubre de 1777 - Barcelona, 1827) fou dibuixant i gravador català.
Estudià a l'Escola de Nobles Arts de Barcelona i va ser pensionat a Madrid i a Florència on sent deixeble de Rafael Morghen va conèixer l'aiguafort i d'altres procediments calcogràfics que el van ajudar a traduir retrats i pintures religioses al llenguatge del gravat. Per motius desconeguts va ser deportat pels francesos a Dijon on estigué presoner entre 1808 i 1814. Allà assimilà la tècnica francesa de gravar del segle xviii i d'aquella estada en queda un àlbum de dibuixos dipositat a la Biblioteca de Catalunya.

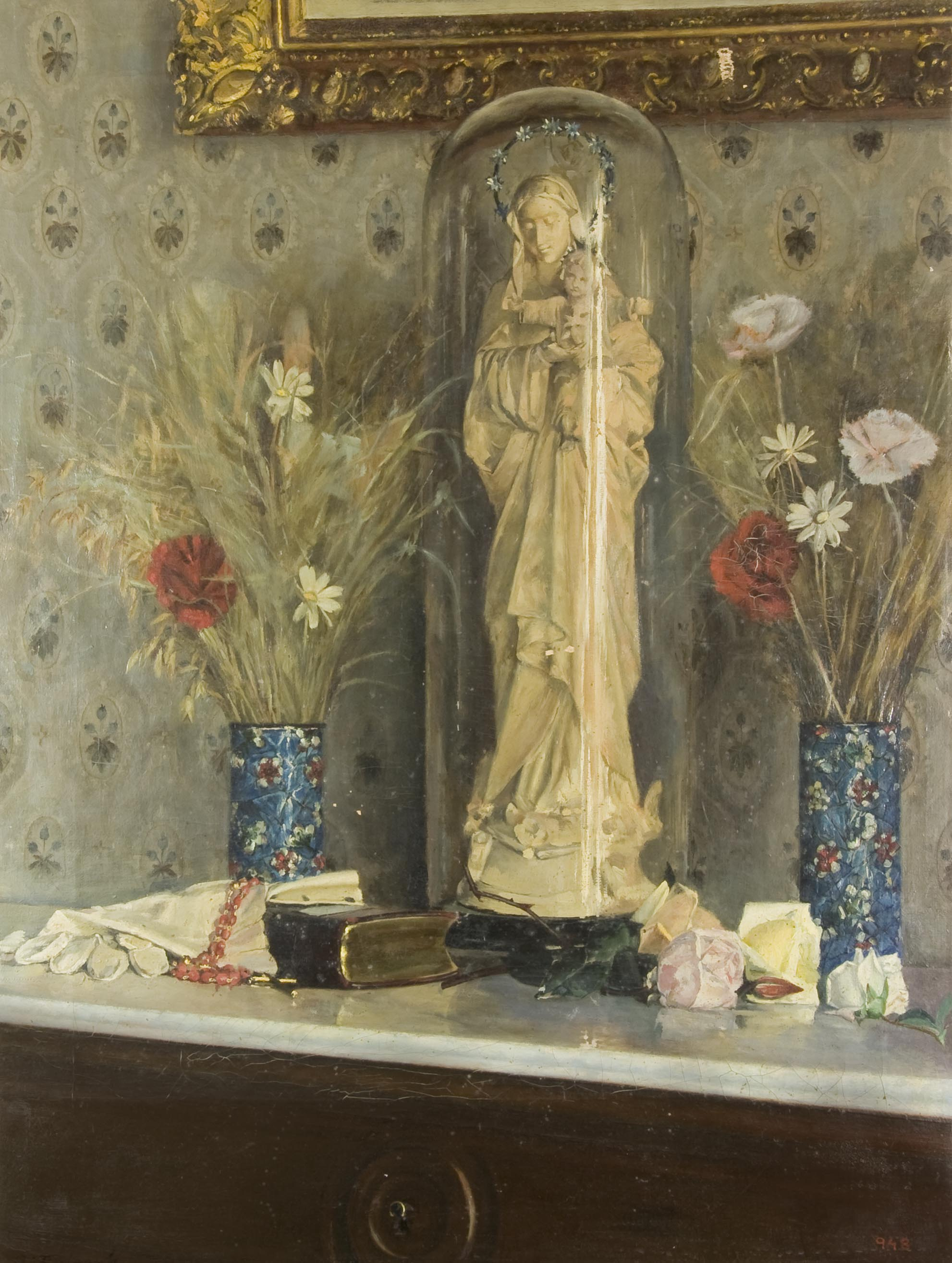
Sobre la consola - Francesc Fontanals i Rovirosa - Biblioteca Museu Víctor Balaguer

Els darrers anys de la seva vida fou sotsdirector de dibuix de l'escola de Llotja de Barcelona. Actualment es poden trobar obres seves al Museu Nacional d'Art de Catalunya i a la Biblioteca Museu Víctor Balaguer.